# Бегляров Сергій Микитович
Сергі́й Мики́тович Бегляро́в (8 серпня 1898, Ордубадський район, Нахічеванська Автономна Республіка — 14 квітня 1949, Ашхабад, Туркменська РСР, СРСР) — туркменський радянський живописець. Заслужений діяч мистецтв Туркменської РСР.

## Біографія
Навчався в Єреванському художньо-промисловому технікумі у Степана Агаджаняна.
Один з організаторів і педагогів (у 1935—1948 рр.) Туркменського художнього училища.
Найкращі картини Беглярова: «Кінний пробіг Ашхабад — Москва» (1938), «Арешт 26 бакинських комісарів» (1941), «Колгоспники Туркменістану передають коней Червоній Армії» (1942).